# Liste der Monuments historiques in Longnes (Yvelines)
Die Liste der Monuments historiques in Longnes (Yvelines) führt die Monuments historiques in der französischen Gemeinde Longnes auf.

## Liste der Bauwerke
| Bezeichnung                      | Beschreibung | Standort | Kennzeichnung | Schutzstatus | Datum | Bild |
| -------------------------------- | ------------ | -------- | ------------- | ------------ | ----- | ---- |
| Glockenturm der Kirche St-Pierre |              | (Lage)   | PA00087475    | Inscrit      | 1950  |      |

## Liste der Objekte

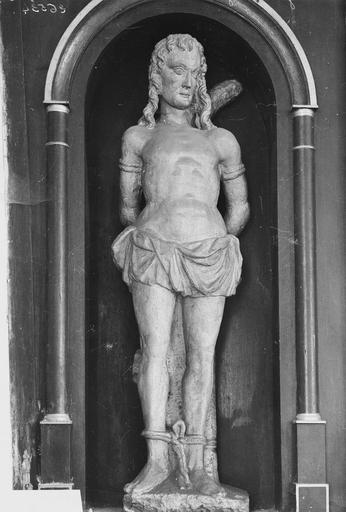
Skulptur des heiligen Sebastian in der Kirche St-Pierre

- Monuments historiques (Objekte) in Longnes (Yvelines) in der Base Palissy des französischen Kultusministeriums